# Borås museum
Borås museum är ett kulturhistoriskt friluftsmuseum på Parkgatan 29 i Borås. Museets utställningar belyser Borås kulturarv med fokus på hantverk och historia. Varje år arrangeras även tillfälliga utställningar. 
Borås Museum grundades av De Sju Häradernas Kulturhistoriska Förening och invigdes 1914, under nationalromantikens konsthistoriska epok, på en av höjderna i den nyetablerade Ramnaparken väster om stadskärnan. Av tradition firas midsommar här med uppvisning av svensk folkdans och med allmänna ringlekar kring midsommarstången till svensk folkmusik. Idag drivs museet av Borås Stad.

## Historiska byggnader
Borås museum är ett friluftsmuseum  för bebyggelse från Sjuhäradsbygden och det innehåller 15 historiska byggnader. Alla är öppna vissa tider för besökare och för guidade turer. Utöver byggnaderna finns i parken även ett antal historiska rekonstruktioner av exempelvis gravrösen och labyrinter. 
Nymanska gården är en sällsynt lämning efter den bebyggelse som präglade Borås under perioden 1682-1727. Den byggdes strax efter en ödeläggande brand 1727 i den stil som fanns innan och överlevde två senare stadsbränder, därför att den stod på andra sidan Viskan, nära Västerbron, på nuvarande Krokshallstorget.  Idag inhyser byggnaden reception och utställningsrum åt museet.
Ohlsonska gården byggdes 1831 i typisk boråsempir eller Karl Johansstil och stod ursprungligen på Österlånggatan 68 fram till mitten av 1960-talet. Borås museum delar idag kontor och verkstad tillsammans med Västarvet i Ohlsonska gården. 
Ramnakyrkan är en 1600-talskyrka i trä hämtad från Kinnarumma, vilken ännu används för gudstjänster, dop, bröllop och konserter. 
Marbostugan är en högloftsstuga från Förlanda socken i Fjäre härad. Två loftbodar har i detta fall fogats samman med en ryggåsstuga. Byggnadsstilen är medeltida, men den här stugan är från slutet av 1600-talet. Traktens hemväverskor kunde bo så här. De tjänade bra och hade hög status. De nyckelhålsformade ingångarna kallades "skonkar" (slutet o) och ansågs föra tur med sig och beteckna rikedom. I grästaket finns boningshusets fönster och loften reser sig på ömse sidor. På loftens övervåningar kunde ungdomar sova sommartid. Eldstadens spjäll öppnades utifrån genom en anordning fästad i skorstenen. Spjället hölls stängt under påsken av rädsla för ondskefulla krafter.  
Förläggargården Fällhult byggdes 1795 i Holsljunga socken och flyttades till Ramnaparken 1950. Grundaren av Borås Wäfveri, Anders Jönsson föddes i huset 1816 och bedrev vid mitten av 1800-talet en förindustriell så kallad förläggarverksamhet i byggnaden. Upp till 200 hemväverskor hämtade sitt garn här och återkom med färdiga vävnader ett par veckor senare. Knallar från Borås köpte därefter tygerna och sålde dem tillsammans med annat runt om i Sverige och Norge.
Ramslätts gästgivargård flyttades 1928 till Ramnaparken från Fritsla. På 1700-talet fanns på markplan en så kallad skänkstuga där resande kunde få sig en bit mat och släcka sin törst. Idag bedrivs caféverksamhet i byggnaden. På övervåningen, som byggdes till i början av 1800-talet, fanns möjlighet till nattkvarter.

### Fotogalleri

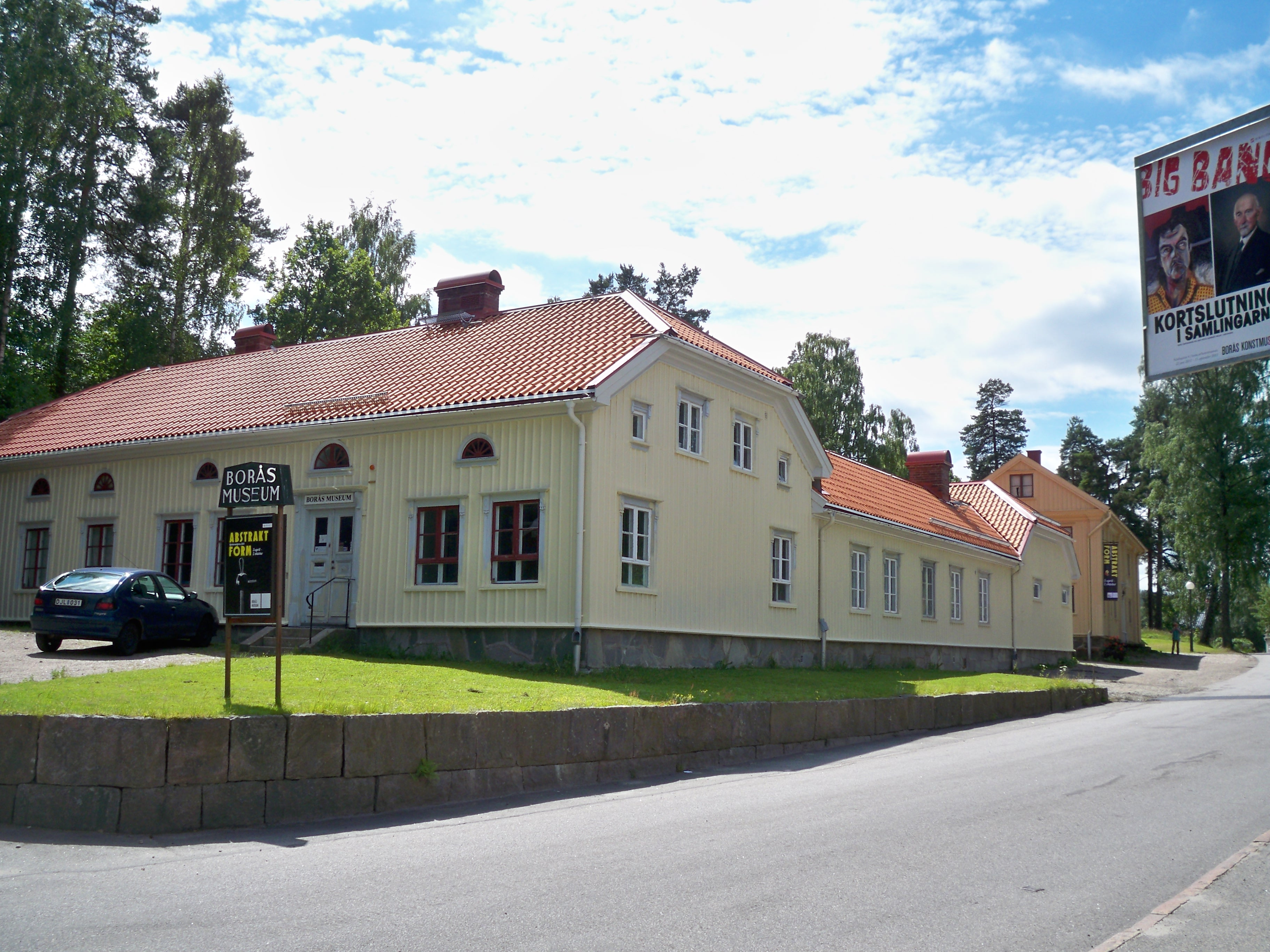
Ohlsonska gården.
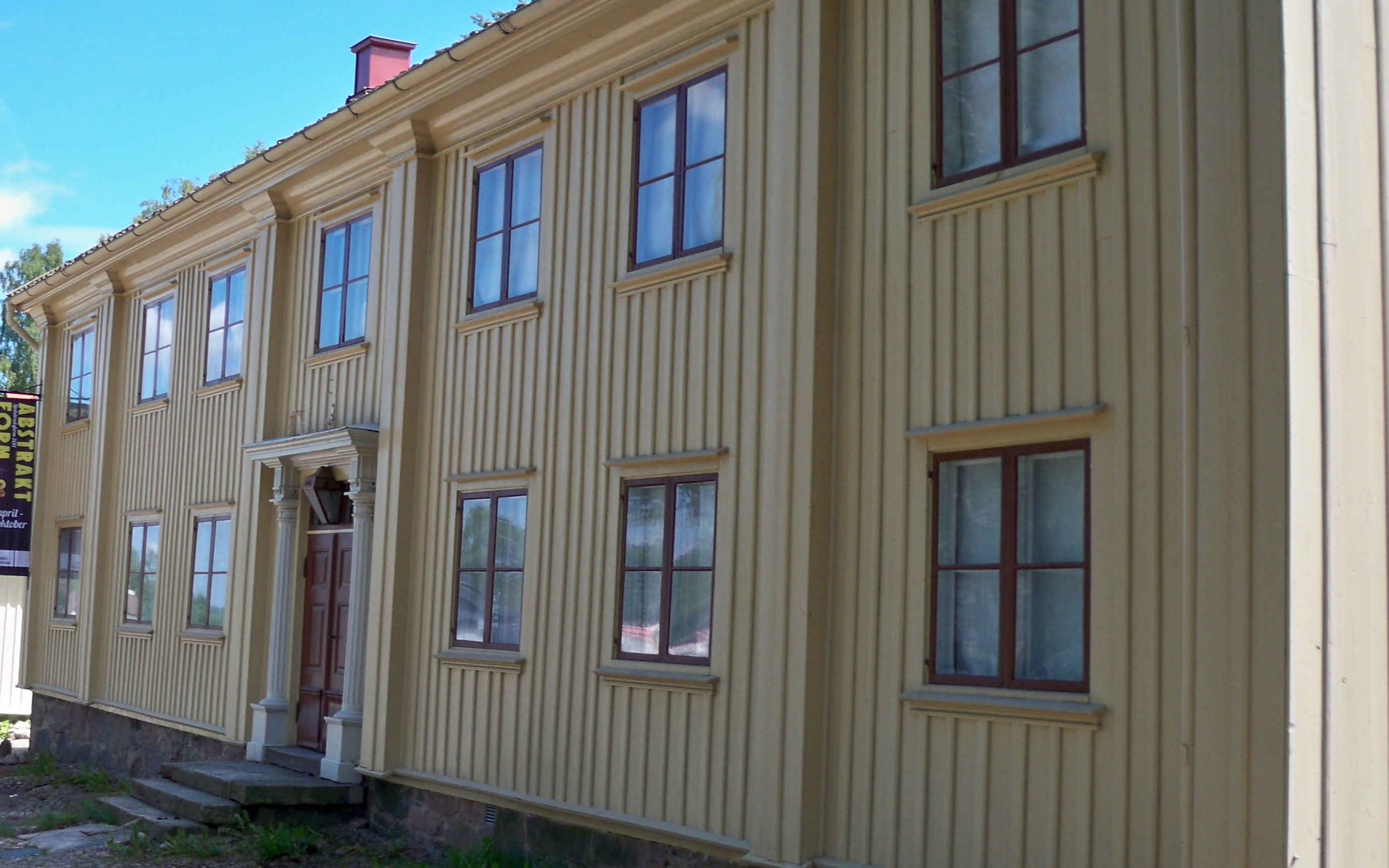
Nymanska gården.
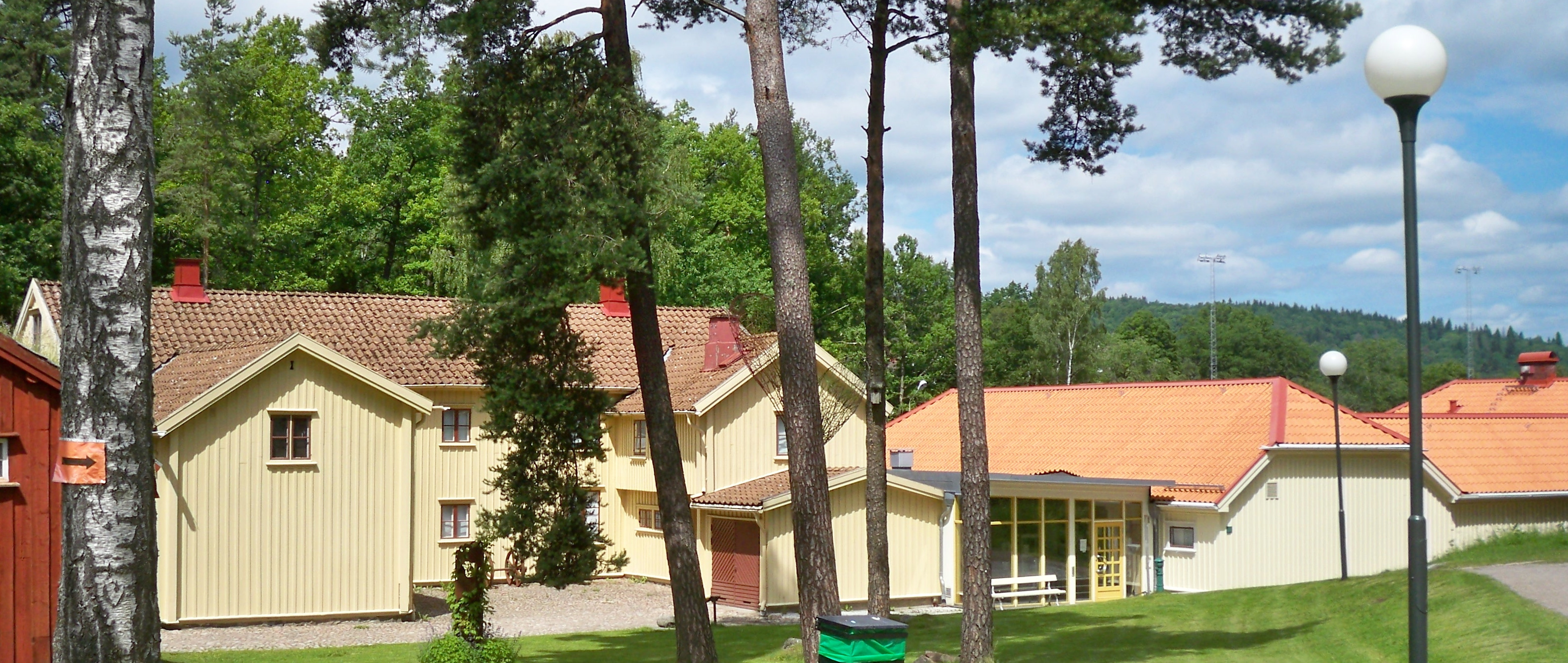
Baksidan av Nymanska gården till vänster om den glasade ingången. Till höger Ohlsonska gården.
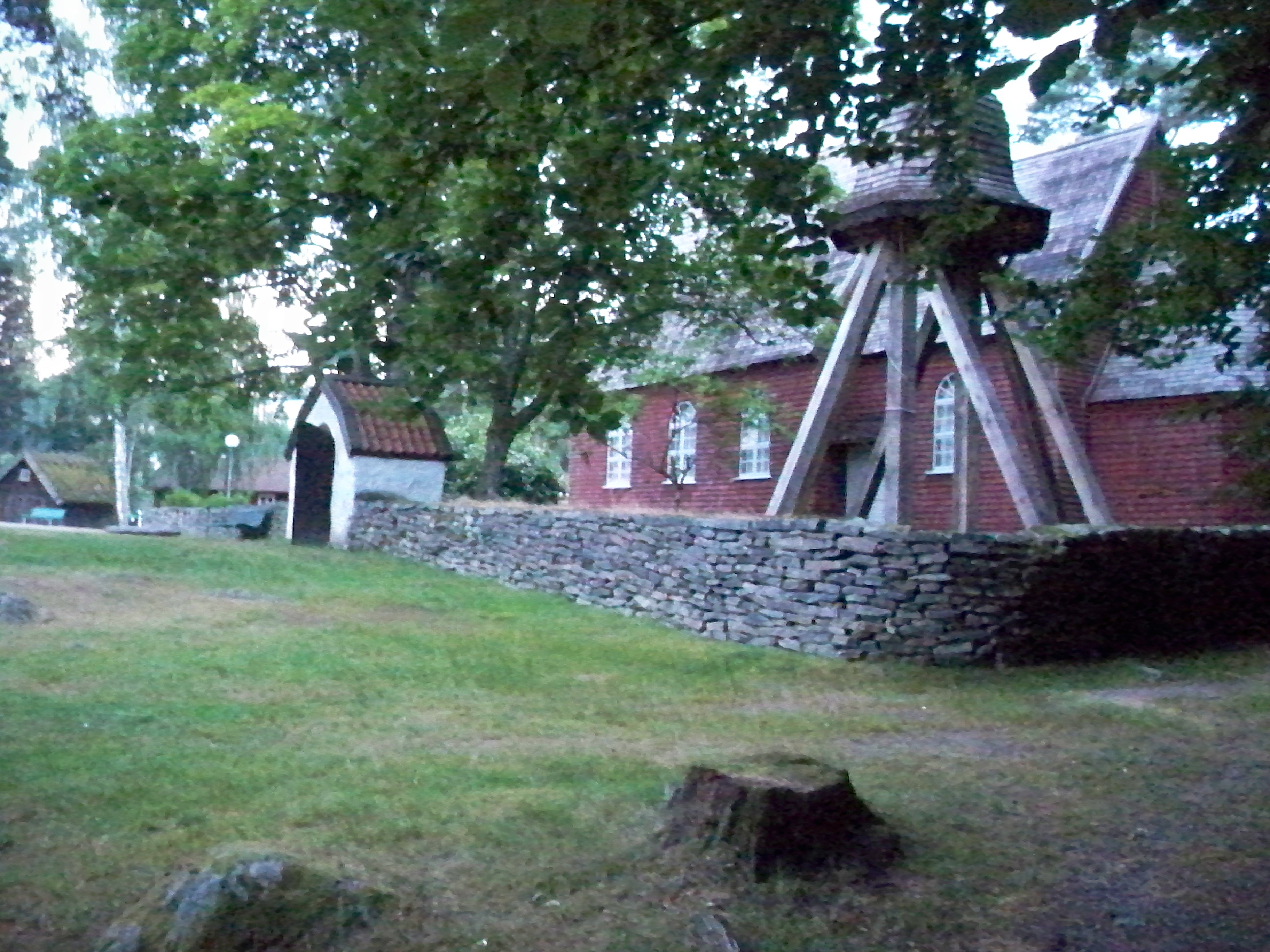
Klockstapeln från Öra kyrka.
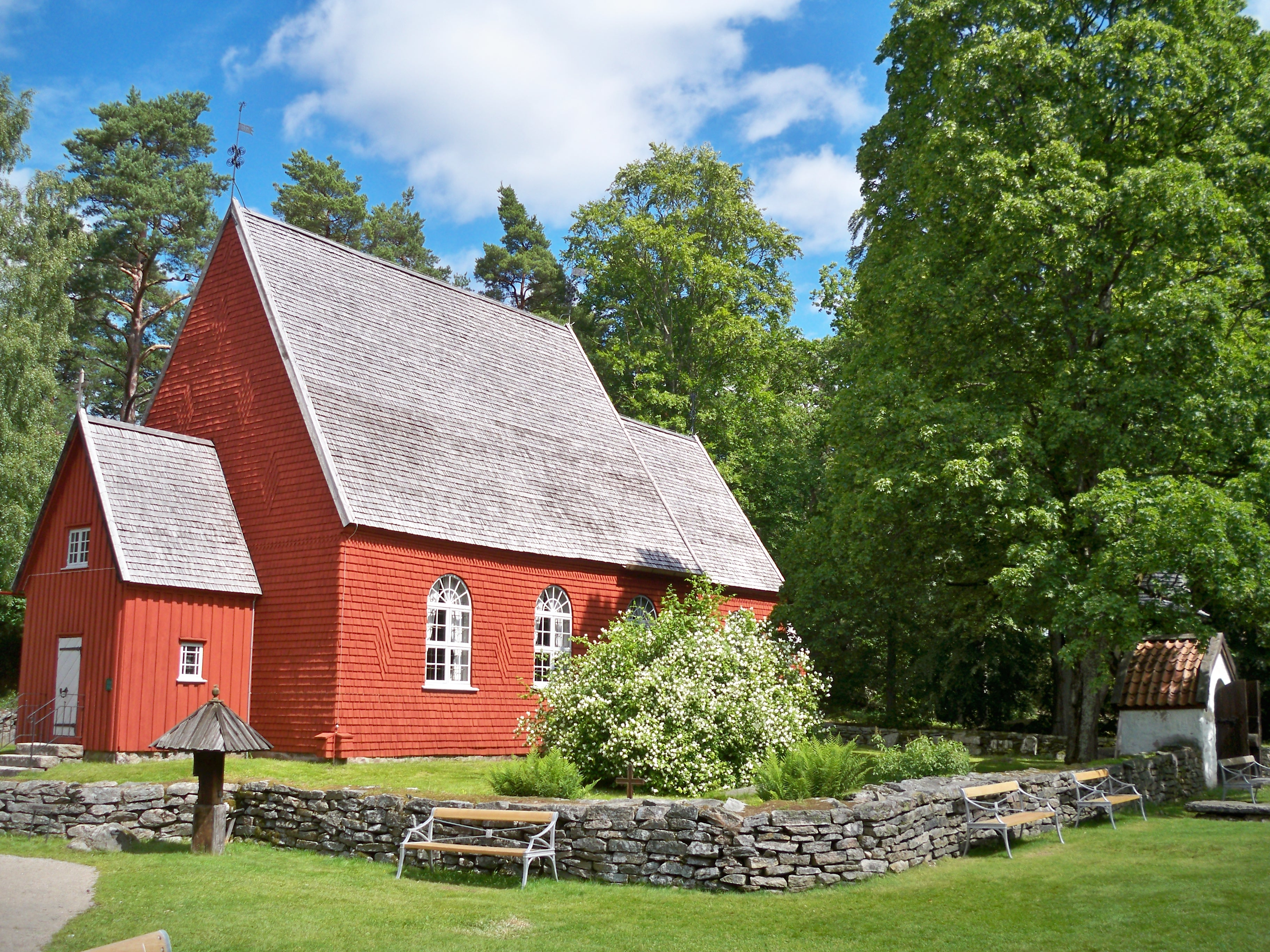
Ramnakyrkan.
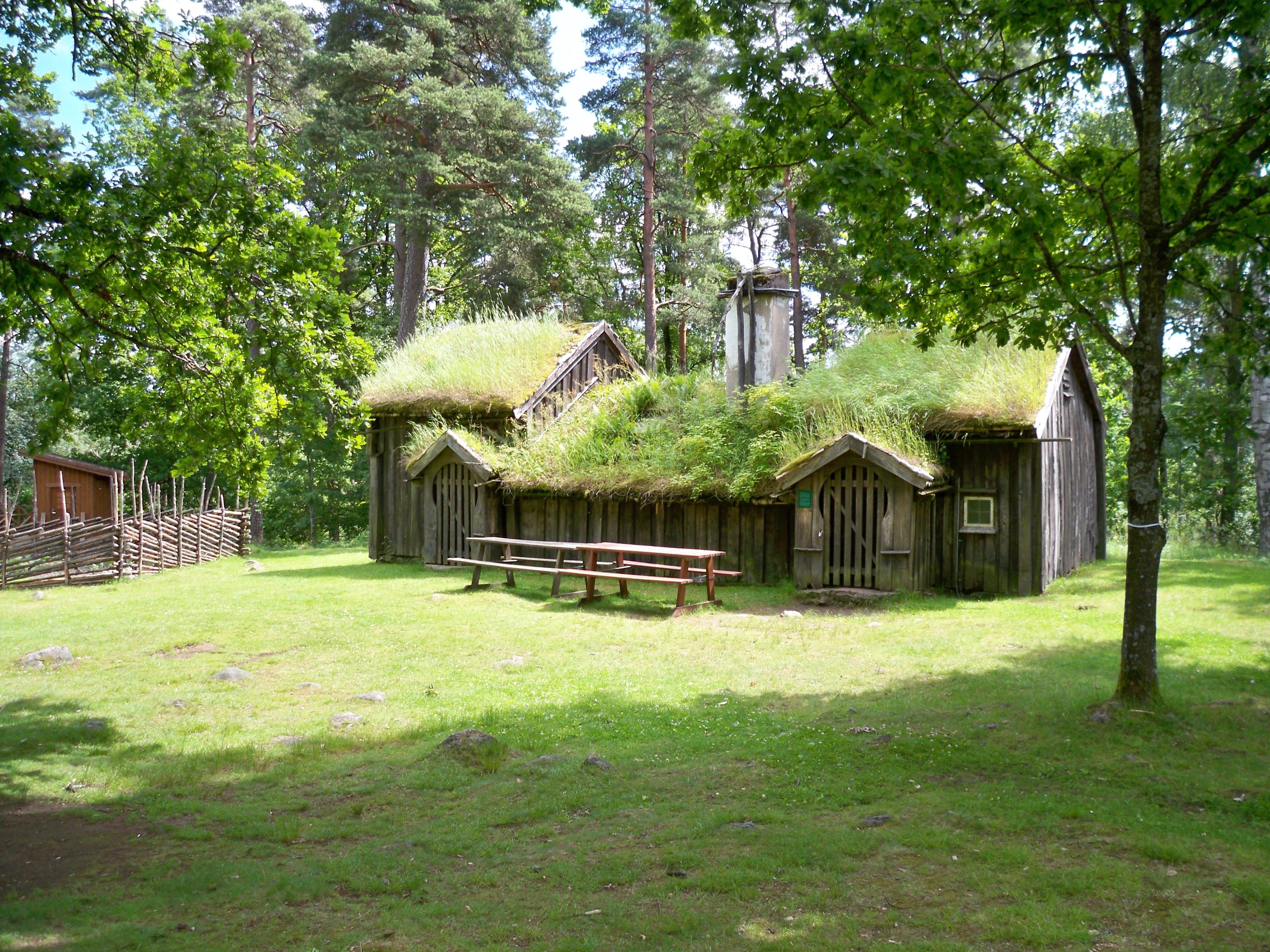
Marbostugan.
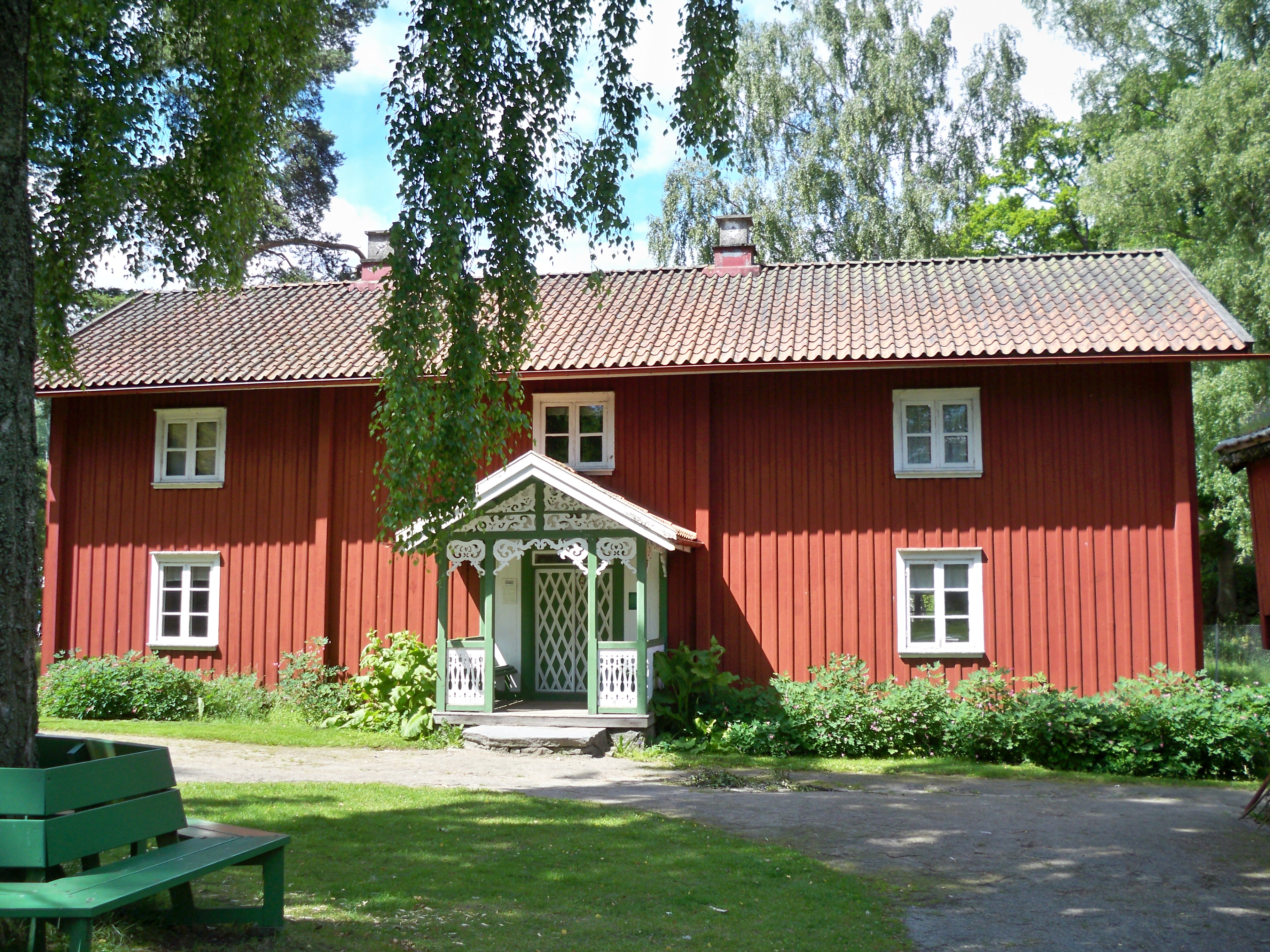
Förläggargården Fällhult.